# La Arena (Gijón)
La Arena (en asturiano y oficialmente: L'Arena) es uno de los barrios del Distrito Este del concejo de Gijón, España. El nombre del barrio se debe a que el lugar donde se encuentra situado era, en épocas pasadas, una zona de arenales de la playa de San Lorenzo.

## Población
Con sus 16 525 habitantes en 2018 es el quinto barrio más poblado del concejo. 8 895 eran mujeres y 7 530 eran hombres.

## Situación y comunicaciones
El barrio se encuentra en pleno casco urbano de Gijón perteneciendo a su distrito este junto a los barrios de El Bibio, Las Mestas, Viesques, El Coto y Ceares.

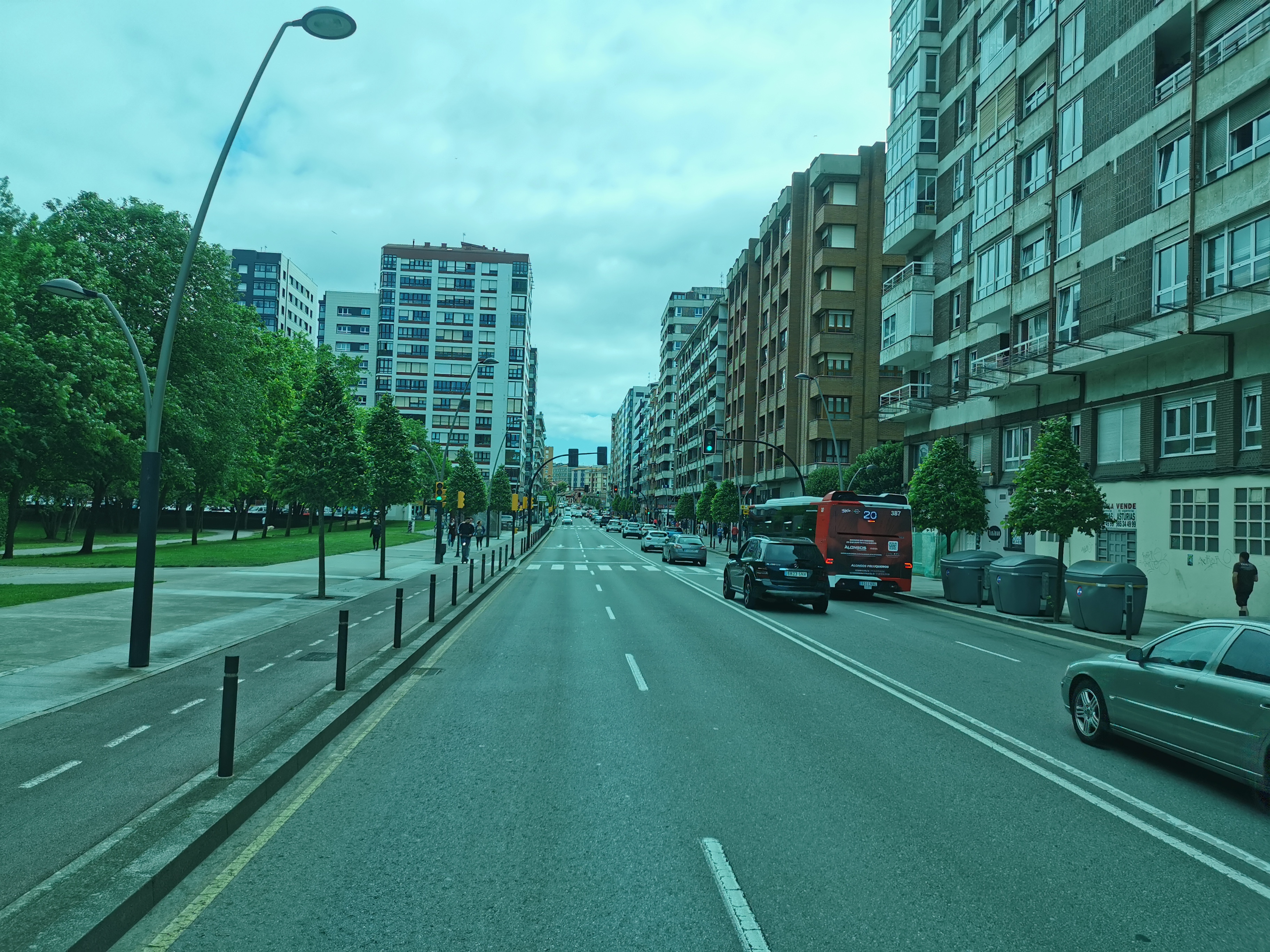
La Avenida de Castilla, arteria separadora del parque de Isabel la Católica con el barrio de La Arena.

Bordea por el norte con la playa de San Lorenzo, al este con el barrio de El Bibio mediante la avenida de Castilla, que lo separa del Parque de Isabel la Católica, al sur con el barrio de El Coto por la avenida de Pablo Iglesias y finalmente en el oeste con el barrio de El Centro. 
Debido a su buena situación, sus comunicaciones principales son las siguientes:
- Por autobús: Emtusa opera las líneas 1, 4, 10, 14, 18, 20, 25, 26 y el Búho 4. Todas estas líneas confluyen en la plaza de Los Campos, donde hay tres paradas, dos este-oeste (Los Campos, Capuchinos) y una en las proximidades oeste-este (Luciano Castañón).
- Por carretera: Destaca la avenida como eje Este-Oeste y la calle Menéndez Pelayo como eje Norte-Sur.
- A pie y en bicicleta: El Muro, al ser prácticamente peatonal; supone el mayor atractivo para caminar y/o ir en bici.

## Historia

### Origen en el ensanche de Gijón
La historia del barrio de La Arena comenzó en 1850 cuando Félix Valdés de los Ríos, Marqués de Casa Valdés, solicitó al Ayuntamiento de Gijón que le vendiera los arenales de la playa de San Lorenzo, de difícil acceso en aquella época y muy extenso, de ahí que el barrio se llame «La Arena». El Ayuntamiento realizó una subasta pero dividió los terrenos en tres partes. La mayor superficie la compró el marqués y otra más pequeña, Romualdo Alvargonzález. La tercera, que recibió más adelante el nombre de La Florida, la reservó el municipio para zona de recreo y en ella estuvo el Parque Continental y el conocido circo, teatro y cine «Campos Elíseos». Este complejo lúdico estuvo ubicado durante varias décadas en la esquina de la calle Ramón y Cajal con la avenida de la Costa. Fue derribado en el año 1964 y en su lugar se levantó el rascacielos que hoy puede verse con facilidad dada su gran altura respecto a los edificios colindantes.

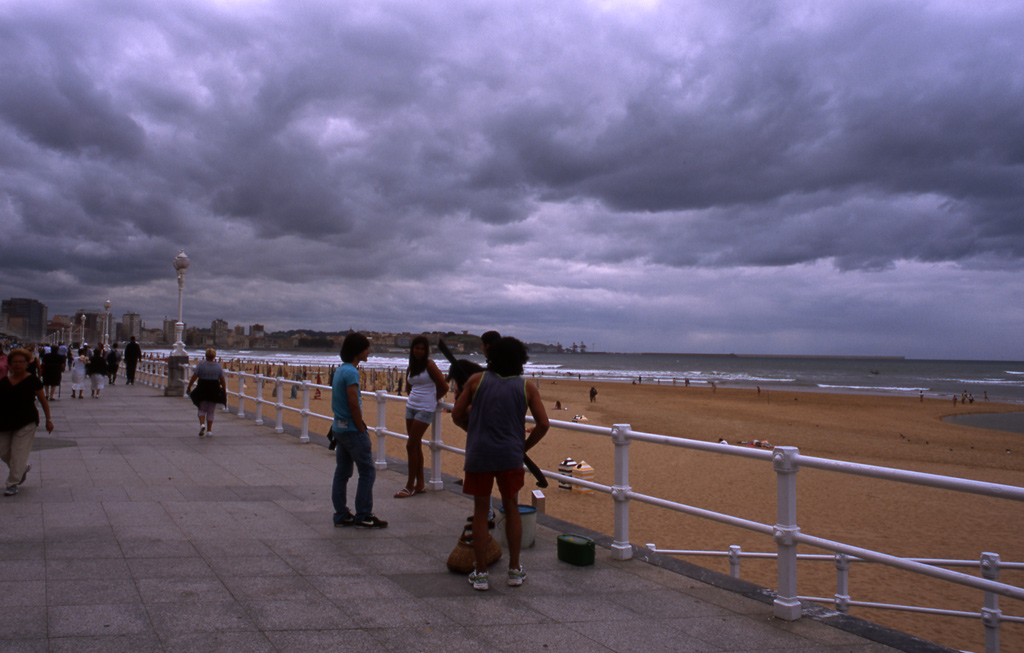
Nubes sobre la Playa de San Lorenzo.

El plan de ensanche se diseñó en 1863 y se pudo aplicar a partir de 1867, con el derrumbe de la muralla carlista. En 1888 la comisión recordó la necesidad de prolongar el Muro de San Lorenzo hasta el río Piles. El incremento de la población y la aparición de fábricas y talleres evidenciaron la necesidad de un muro de contención que evitase que las acometidas del mar supusieran un peligro para los habitantes de la zona. Su construcción se realizó entre 1907 y 1914 bajo proyecto de Miguel García de la Cruz y dirección de Manuel del Busto.
Las manzanas se llenaron a partir del último cuarto de siglo XIX de modestas casas de planta baja que dejaban grandes patios en el interior de la manzana. Los patios, en muchos casos, eran ocupados por viviendas obreras llamadas «ciudadelas», que servían de alojamiento para trabajadores gijoneses más desfavorecidos, construidas con materiales de baja calidad y, en bastantes casos, sin contar con licencia municipal. Sus condiciones higiénicas eran bastante deficientes.

### Desarrollo
La edificación del barrio fue muy escasa debido al alto coste del suelo y a su lejanía al casco urbano. Fue muy importante para su desarrollo la aparición del tranvía, pues la línea que iba a Somió, tirada con mulas, desde sus comienzos en 1890 hasta que en 1909 fue electrificada, pasaba por delante de los «Campos Eliseos» y de la plaza de toros de El Bibio, favoreciendo mucho el desplazamiento de los habitantes de este barrio. A partir de este momento comenzaron a extenderse las edificaciones por la zona de La Arena.
En comparación a otros ensanches españoles, resulta sorprendente su poca edificación para fines residenciales, destinándose el suelo a equipamientos lúdicos, especialmente el teatro y cine «Campos Elíseos» y sus zonas verdes circundantes. En 1941 se construye el parque de Isabel la Católica. De este modo, no sería hasta los 1970 cuando el barrio complete su edificación, después de 100 años. La urbanización que se le dio al ensanche fue de carácter desarrollista, edificios altos, con muchas viviendas y sujetos a la especulación. 
En 1958 se aprueba el Plan Parcial del Arenal (ideado en 1956 por Fernández-Omaña), que reajustaba el ancho de varias calles de la zona oriental del barrio (Aguado, Dr. Hurlé, Manso, Marqués de Urquijo y la avenida de Castilla) y daba facilidades para la construcción en el barrio, como una mayor altura de edificación. Esto contrastaba con lo aprobado en el PGOU de 1947, el Plan Gamazo, por lo cual el barrio iría destinado a vivienda de baja densidad, de carácter burgués debido a su cercanía a la playa y al parque. A partir de entonces comienza la construcción en masa.Entre 1963 y 1969 se construyeron 69 edificios que se saltaron el límite de altura permitido.En la avenida de Rufo García Rendueles, en el paseo marítimo, se edificó a gran altura, desfigurando la fachada marítima de ciudad (un edificio llegaría a superar el límite de edificación en 25 metros).

## Equipamientos

### El Centro Municipal Integrado de La Arena
En el barrio se ubica el Centro Municipal Integrado de La Arena en el que personas de todas las edades pueden ir a practicar la lectura, la tertulia o cualquier tipo de ocio preferido; comparte los servicios con el centro municipal integrado de El Coto. Dispone de una oficina municipal de políticas de igualdad, oficina de atención al ciudadano, y en él se ubica la concejalía de distrito, los servicios sociales, la biblioteca, la mediateca, sala de exposiciones, salas polivalentes, salón de actos y aulas.

### Deportes

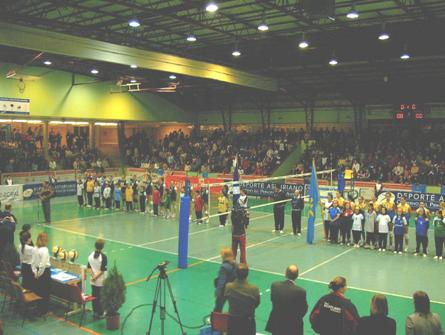
Pabellón de Deportes La Arena.

El pabellón de Deportes La Arena está muy próximo al Centro Municipal Integrado, consiste en un polideportivo cubierto, uno de los principales de la ciudad y hogar de distintos equipos de varios deportes. 

### Educación
El único centro educativo dentro del barrio es el Colegio del Corazón de María (CODEMA). Imparte primaria, ESO y Bachillerato y es concertado/privado.

### Religión
La única iglesia es la del CODEMA, administrada por Padres Claretianos.

### Parques y plazas
La Arena, aunque esté rodeada por la playa de San Lorenzo y el parque de Isabel la Católica, sólo tiene 2 parques dentro si: Se tratan del Parque de la Fábrica del Gas y el Parque de Cocheras.

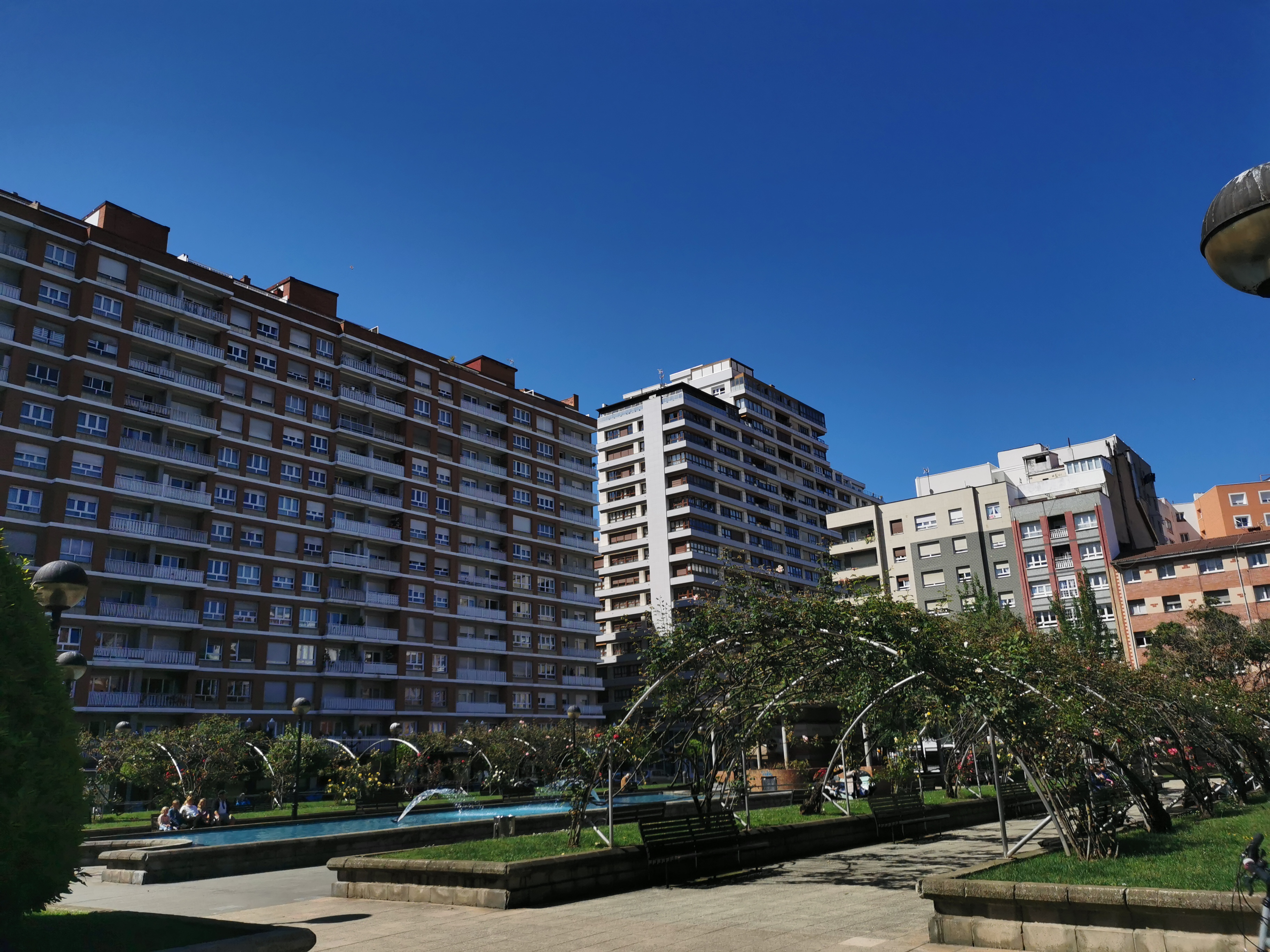
Vista parcial del Parque de la Fábrica del Gas.

El Parque de la Fábrica del Gas se inauguró en el solar que dejó la Fábrica de Gas, industria de gas y posteriormente electricidad destinada al alumbrado público abierta en 1870 y demolida en 1988. Ocupando una céntrica manzana entera, el parque alberga zonas verdes, juegos deportivos, estanque ornamental, zonas de esparcimiento y un gran parking subterráneo.
El Parque de Cocheras se construyó sobre las instalaciones que usaban los tranvías de Gijón para su aparcamiento y mantenimiento. Se ubica en el sur del barrio, destaca por sus juegos infantiles y zonas verdes. 